# Gerzog Edinburgski
Den russiske panserkrydser General Admiral regnes normalt som den første panserkrydser og som den første rigtige krydser. På grund af sin relativt lave fart var hverken den eller søsterskibet Gerzog Edinburgski nogen speciel trussel mod det engelske overherredømme til søs. De engelske (og franske) panserskibe var både kraftigere og hurtigere, så disse første krydsere var mere beregnet på tjeneste i områder, hvor store panserskibe var sjældne. I Storbritannien byggede man alligevel sine egne panserkrydsere som svar, nemlig Shannon og de to skibe af Nelson-klassen, Northampton og Nelson.

## Tjeneste
Gerzog Edinburgski fik nyt maskineri i 1896 og blev i de sidste år af sin karriere brugt som skoleskib. I 1909 blev den ombygget til minelægger og fik navnet Onega. Begge skibe havde som minelæggere en kapacitet på 600 miner. Udgik af tjeneste i 1915.

## Navnet
Gerzog Edinburgski (Герцог Эдинбургский) betyder hertug af Edinburgh – krydseren blev navngivet efter dronning Victorias søn Alfred, der i 1874 giftede med Marie af Rusland.